# Plongeon aux championnats du monde de natation 2023
Navigation
Budapest 2022
Les treize épreuves de plongeon aux championnats du monde de natation 2023 ont lieu du 14 au 22 juillet 2023 à Fukuoka au Japon.
La Chine remporte tous les titres sauf celui du 10 m individuel masculin qui revient à l'australien Cassiel Rousseau.

## Programme
Tous les horaires correspondent à l'UTC+09:00.
- Finales

| Date       | Heure | Épreuve                                                   |
| ---------- | ----- | --------------------------------------------------------- |
| 14 juillet | 10h00 | Tremplin à 1 mètre femmes                                 |
| 14 juillet | 15h00 | Tremplin à 1 mètre hommes                                 |
| 15 juillet | 09h00 | Tremplin à 3 mètres synchronisé hommes                    |
| 15 juillet | 12h30 | Plateforme à 10 mètres synchronisé mixte                  |
| 15 juillet | 15h30 | Tremplin à 1 mètre femmes                                 |
| 15 juillet | 18h00 | Tremplin à 3 mètres synchronisé hommes                    |
| 16 juillet | 10h00 | Plateforme à 10 mètres synchronisé hommes                 |
| 16 juillet | 14h30 | Tremplin à 1 mètre hommes                                 |
| 16 juillet | 18h00 | Plateforme à 10 mètres synchronisé femmes                 |
| 17 juillet | 09h00 | Tremplin à 3 mètres synchronisé femmes                    |
| 17 juillet | 12h30 | Plateforme à 10 mètres synchronisé hommes                 |
| 17 juillet | 15h30 | Tremplin à 3 mètres synchronisé femmes                    |
| 17 juillet | 18h00 | Plateforme à 10 mètres synchronisé hommes                 |
| 18 juillet | 10h00 | Plateforme à 10 mètres femmes (tour préliminaire)         |
| 18 juillet | 14h30 | Plateforme à 10 mètres femmes (demi-finale)               |
| 18 juillet | 18h00 | Tremplin à 3 mètres et plateforme à 10 mètres par équipes |
| 19 juillet | 09h00 | Tremplin à 3 mètres hommes (tour préliminaire)            |
| 19 juillet | 15h30 | Tremplin à 3 mètres hommes (demi-finale)                  |
| 19 juillet | 18h00 | Plateforme à 10 mètres femmes                             |
| 20 juillet | 09h00 | Tremplin à 3 mètres femmes (tour préliminaire)            |
| 20 juillet | 14h30 | Tremplin à 3 mètres femmes (demi-finale)                  |
| 20 juillet | 18h00 | Tremplin à 3 mètres hommes                                |
| 21 juillet | 09h00 | Plateforme à 10 mètres hommes (tour préliminaire)         |
| 21 juillet | 15h30 | Plateforme à 10 mètres hommes (demi-finale)               |
| 21 juillet | 18h00 | Tremplin à 3 mètres femmes                                |
| 22 juillet | 15h30 | Tremplin à 3 mètres synchronisé mixte                     |
| 22 juillet | 18h30 | Plateforme à 10 mètres hommes                             |

## Podiums
| Épreuves                  | Or                                                          | Argent                                                                     | Bronze                                                                        |
| ------------------------- | ----------------------------------------------------------- | -------------------------------------------------------------------------- | ----------------------------------------------------------------------------- |
| Individuel hommes         |                                                             |                                                                            |                                                                               |
| Tremplin à 1 m            | Peng Jianfeng                                               | Osmar Olvera                                                               | Zheng Jiuyuan                                                                 |
| Tremplin à 3 m            | Wang Zongyuan                                               | Osmar Olvera                                                               | Long Daoyi                                                                    |
| Plateforme à 10 m         | Cassiel Rousseau                                            | Lian Junjie                                                                | Yang Hao                                                                      |
| Synchronisé hommes        |                                                             |                                                                            |                                                                               |
| Tremplin à 3 m            | Chine- Long Daoyi - Wang Zongyuan                           | Grande-Bretagne- Anthony Harding - Jack Laugher                            | France- Jules Bouyer - Alexis Jandard                                         |
| Plateforme à 10 m         | Chine- Lian Junjie - Yang Hao                               | Ukraine- Kirill Boliukh - Oleksiy Sereda                                   | Mexique- Kevin Berlín - Randal Willars                                        |
| Individuel femmes         |                                                             |                                                                            |                                                                               |
| Tremplin à 1 m            | Lin Shan                                                    | Li Yajie                                                                   | Aranza Vázquez                                                                |
| Tremplin à 3 m            | Chen Yiwen                                                  | Chang Yani                                                                 | Pamela Ware                                                                   |
| Plateforme à 10 m         | Chen Yuxi                                                   | Quan Hongchan                                                              | Caeli McKay                                                                   |
| Synchronisé femmes        |                                                             |                                                                            |                                                                               |
| Tremplin à 3 m            | Chine- Chang Yani - Chen Yiwen                              | Grande-Bretagne- Yasmin Harper - Scarlett Mew Jensen                       | Italie- Elena Bertocchi - Chiara Pellacani                                    |
| Plateforme à 10 m         | Chine- Chen Yuxi - Quan Hongchan                            | Grande-Bretagne- Andrea Spendolini-Sirieix - Lois Toulson                  | États-Unis- Jessica Parratto - Delaney Schnell                                |
| Mixtes                    |                                                             |                                                                            |                                                                               |
| Tremplin à 3 m            | Chine- Zhu Zifeng - Lin Shan                                | Australie- Domonic Bedggood - Maddison Keeney                              | Italie- Matteo Santoro - Chiara Pellacani                                     |
| Plateforme à 10 m         | Chine- Wang Feilong - Zhang Jiaqi                           | Mexique- Diego Balleza - Viviana del Ángel                                 | Japon- Hiroki Ito - Minami Itahashi                                           |
| Par équipes (3 m et 10 m) | Chine- Bai Yuming - Zheng Jiuyuan - Si Yajie - Zhang Minjie | Mexique- Gabriela Agúndez - Jahir Ocampo - Randal Willars - Aranza Vázquez | Allemagne- Christina Wassen - Moritz Wesemann - Lena Hentschel - Timo Barthel |

## Tableau des médailles
- Pays organisateur (Japon)

| Rang  | Nation          | Or | Argent | Bronze | Total |
| ----- | --------------- | -- | ------ | ------ | ----- |
| 1     | Chine           | 12 | 4      | 3      | 19    |
| 2     | Australie       | 1  | 1      | 0      | 2     |
| 3     | Mexique         | 0  | 4      | 2      | 6     |
| 4     | Grande-Bretagne | 0  | 3      | 0      | 3     |
| 5     | Ukraine         | 0  | 1      | 0      | 1     |
| 6     | Canada          | 0  | 0      | 2      | 2     |
| 6     | Italie          | 0  | 0      | 2      | 2     |
| 8     | Allemagne       | 0  | 0      | 1      | 1     |
| 8     | États-Unis      | 0  | 0      | 1      | 1     |
| 8     | France          | 0  | 0      | 1      | 1     |
| 8     | Japon           | 0  | 0      | 1      | 1     |
| Total | Total           | 13 | 13     | 13     | 39    |

## Résultats détaillés

### Hommes

#### Individuel
Au tremplin à 1 mètre, les 12 meilleurs plongeurs se qualifient pour la finale. Au tremplin à 3 mètres et à la plateforme à 10 mètres, les 18 meilleurs plongeurs se qualifient pour les demi-finales, puis les 12 meilleurs passent en finales. 
| Rang               | Plongeur                 | Pays                   | Tour préliminaire | Tour préliminaire | Finale |
| Rang               | Plongeur                 | Pays                   | Score             | Rang              | Score  |
| ------------------ | ------------------------ | ---------------------- | ----------------- | ----------------- | ------ |
| Médaille d'or      | Peng Jianfeng            | Chine                  | 403,75            | 1                 | 440,45 |
| Médaille d'argent  | Osmar Olvera             | Mexique                | 395,85            | 2                 | 428,85 |
| Médaille de bronze | Zheng Jiuyuan            | Chine                  | 371,65            | 5                 | 418,30 |
| 4                  | Juan Celaya              | Mexique                | 362,30            | 10                | 406,25 |
| 5                  | Li Shixin                | Australie              | 374,50            | 4                 | 400,55 |
| 6                  | Moritz Wesemann          | Allemagne              | 364,45            | 7                 | 388,55 |
| 7                  | Woo Ha-ram               | Corée du Sud           | 362,65            | 9                 | 385,50 |
| 8                  | Jordan Houlden           | Grande-Bretagne        | 374,90            | 3                 | 382,90 |
| 9                  | Jack Ryan                | États-Unis             | 363,75            | 8                 | 376,35 |
| 10                 | Jules Bouyer             | France                 | 361,50            | 11                | 374,15 |
| 11                 | Danylo Konovalov         | Ukraine                | 360,25            | 12                | 354,15 |
| 12                 | Jonathan Suckow          | Suisse                 | 369,00            | 6                 | 349,40 |
| 13                 | Lyle Yost                | États-Unis             | 355,05            | 13                |        |
| 14                 | Giovanni Tocci           | Italie                 | 354,00            | 14                |        |
| 15                 | Jonathan Ruvalcaba       | République dominicaine | 353,85            | 15                |        |
| 16                 | Kacper Lesiak            | Pologne                | 353,85            | 16                |        |
| 17                 | Jake Passmore            | Irlande                | 344,60            | 17                |        |
| 18                 | Lorenzo Marsaglia        | Italie                 | 340,70            | 18                |        |
| 19                 | Dariush Lotfi            | Autriche               | 327,15            | 19                |        |
| 20                 | Luis Uribe               | Colombie               | 327,10            | 20                |        |
| 21                 | Alexis Jandard           | France                 | 322,70            | 21                |        |
| 22                 | Yona Knight-Wisdom       | Jamaïque               | 319,20            | 22                |        |
| 23                 | Daniel Restrepo          | Colombie               | 318,35            | 23                |        |
| 24                 | Carlos Escalona          | Cuba                   | 316,30            | 24                |        |
| 25                 | Andrzej Rzeszutek        | Pologne                | 316,05            | 25                |        |
| 26                 | Jesús Liranzo            | Pérou                  | 313,50            | 26                |        |
| 27                 | Rafael Fogaça            | Brésil                 | 311,35            | 27                |        |
| 28                 | Bryden Hattie            | Canada                 | 311,30            | 28                |        |
| 29                 | Adrián Abadía            | Espagne                | 311,15            | 29                |        |
| 30                 | Alexander Lube           | Allemagne              | 309,70            | 30                |        |
| 31                 | Rikuto Tamai             | Japon                  | 298,60            | 31                |        |
| 32                 | Nikolaj Schaller         | Autriche               | 297,00            | 32                |        |
| 33                 | Martynas Lisauskas       | Lituanie               | 295,10            | 33                |        |
| 34                 | Avvir Tham               | Singapour              | 291,65            | 34                |        |
| 35                 | Elias Petersen           | Suède                  | 291,20            | 35                |        |
| 36                 | Jesús González           | Venezuela              | 290,50            | 36                |        |
| 37                 | Frandiel Gómez           | République dominicaine | 289,60            | 37                |        |
| 38                 | David Ledinski           | Croatie                | 288,55            | 38                |        |
| 39                 | Mohamed Farouk           | Égypte                 | 287,70            | 39                |        |
| 40                 | Rafael Max               | Brésil                 | 285,65            | 40                |        |
| 41                 | Donato Neglia            | Chili                  | 283,85            | 41                |        |
| 42                 | David Ekdahl             | Suède                  | 282,20            | 42                |        |
| 43                 | Isak Børslien            | Norvège                | 280,45            | 43                |        |
| 44                 | Alberto Arévalo          | Espagne                | 279,00            | 44                |        |
| 45                 | Yohan Eskrick-Parkinson  | Jamaïque               | 277,05            | 45                |        |
| 46                 | Alexandru Avasiloae      | Roumanie               | 275,40            | 46                |        |
| 47                 | Tornike Onikashvili      | Géorgie                | 275,35            | 47                |        |
| 48                 | Irakli Sakandelidze      | Géorgie                | 263,10            | 48                |        |
| 49                 | Matej Neveščanin         | Croatie                | 257,55            | 49                |        |
| 50                 | Kim Yeong-taek           | Corée du Sud           | 256,00            | 50                |        |
| 51                 | Hanis Nazirul Jaya Surya | Malaisie               | 250,10            | 51                |        |
| 52                 | Mohamed Noaman           | Égypte                 | 248,50            | 52                |        |
| 53                 | Gabriel Gilbert Daim     | Malaisie               | 242,95            | 53                |        |
| 54                 | Athanasios Tsirikos      | Grèce                  | 240,75            | 54                |        |
| 55                 | Curtis Yuen              | Hong Kong              | 237,05            | 55                |        |
| 56                 | Hemam London Singh       | Inde                   | 235,65            | 56                |        |
| 57                 | Adityo Restu Putra       | Indonésie              | 232,80            | 57                |        |
| 58                 | Thibaud Bucher           | Suisse                 | 231,75            | 58                |        |
| 59                 | Diego Carquín            | Chili                  | 224,80            | 59                |        |
| 60                 | Maori Pomeroy-Farrell    | Fidji                  | 224,00            | 60                |        |
| 61                 | Stefan Steenkamp         | Afrique du Sud         | 219,30            | 61                |        |
| 62                 | Sebastian Konecki        | Lituanie               | 216,45            | 62                |        |
| 63                 | Abdulrahman Abbas        | Koweït                 | 201,80            | 63                |        |

| Rang               | Plongeur                | Pays                   | Tour préliminaire | Tour préliminaire | Demi-finale | Demi-finale | Finale  |
| Rang               | Plongeur                | Pays                   | Score             | Rang              | Score       | Rang        | Score   |
| ------------------ | ----------------------- | ---------------------- | ----------------- | ----------------- | ----------- | ----------- | ------- |
| Médaille d'or      | Wang Zongyuan           | Chine                  | 500,95            | 1                 | 546,25      | 1           | 538,10  |
| Médaille d'argent  | Osmar Olvera            | Mexique                | 443,70            | 4                 | 471,00      | 4           | 507,50  |
| Médaille de bronze | Long Daoyi              | Chine                  | 452,75            | 3                 | 495,80      | 2           | 499,75  |
| 4                  | Andrew Capobianco       | États-Unis             | 385,40            | 17                | 427,35      | 9           | 448,00  |
| 5                  | Rodrigo Diego           | Mexique                | 419,65            | 7                 | 446,45      | 6           | 439,80  |
| 6                  | Daniel Goodfellow       | Grande-Bretagne        | 459,70            | 2                 | 477,20      | 3           | 438,05  |
| 7                  | Moritz Wesemann         | Allemagne              | 408,70            | 10                | 448,45      | 5           | 433,35  |
| 8                  | Lars Rüdiger            | Allemagne              | 407,35            | 11                | 409,70      | 12          | 408,25  |
| 9                  | Tyler Downs             | États-Unis             | 416,65            | 8                 | 415,30      | 10          | 389,00  |
| 10                 | Daniel Restrepo         | Colombie               | 385,65            | 16                | 410,90      | 11          | 328,80  |
| 11                 | Lorenzo Marsaglia       | Italie                 | 403,20            | 12                | 430,20      | 8           | 379,75  |
| 12                 | Giovanni Tocci          | Italie                 | 434,80            | 5                 | 435,95      | 7           | 365,95  |
| 13                 | Jonathan Ruvalcaba      | République dominicaine | 399,00            | 13                | 409,45      | 13          |         |
| 14                 | Ooi Tze Liang           | Malaisie               | 383,60            | 18                | 402,40      | 14          |         |
| 15                 | Li Shixin               | Australie              | 393,45            | 14                | 394,55      | 15          |         |
| 16                 | Alexis Jandard          | France                 | 424,70            | 6                 | 390,40      | 16          |         |
| 17                 | Jules Bouyer            | France                 | 415,25            | 9                 | 389,05      | 17          |         |
| 18                 | Jonathan Suckow         | Suisse                 | 385,95            | 15                | 369,10      | 18          |         |
| 19                 | Woo Ha-ram              | Corée du Sud           | 382,40            | 19                |             |             |         |
| 20                 | Liam Stone              | Nouvelle-Zélande       | 381,25            | 20                |             |             |         |
| 21                 | Carlos Escalona         | Cuba                   | 369,55            | 21                |             |             |         |
| 22                 | Jordan Houlden          | Grande-Bretagne        | 368,55            | 22                |             |             |         |
| 23                 | Matej Neveščanin        | Croatie                | 366,50            | 23                |             |             |         |
| 24                 | Haruki Suyama           | Japon                  | 365,60            | 24                |             |             |         |
| 25                 | Rafael Fogaça           | Brésil                 | 365,55            | 25                |             |             |         |
| 26                 | Andrzej Rzeszutek       | Pologne                | 364,70            | 26                |             |             |         |
| 27                 | Alexander Hart          | Autriche               | 363,95            | 27                |             |             |         |
| 28                 | Oleh Kolodiy            | Ukraine                | 362,35            | 28                |             |             |         |
| 29                 | Luis Uribe              | Colombie               | 360,85            | 29                |             |             |         |
| 30                 | Avvir Tham              | Singapour              | 359,60            | 30                |             |             |         |
| 31                 | Nicolás García          | Espagne                | 359,05            | 31                |             |             |         |
| 32                 | Nikolaj Schaller        | Autriche               | 358,50            | 32                |             |             |         |
| 33                 | Yona Knight-Wisdom      | Jamaïque               | 356,65            | 33                |             |             |         |
| 34                 | Anton Down-Jenkins      | Nouvelle-Zélande       | 353,55            | 34                |             |             |         |
| 35                 | Yi Jae-gyeong           | Corée du Sud           | 349,70            | 35                |             |             |         |
| 36                 | Guillaume Dutoit        | Suisse                 | 348,75            | 36                |             |             |         |
| 37                 | Rafael Max              | Brésil                 | 346,70            | 37                |             |             |         |
| 38                 | Danylo Konovalov        | Ukraine                | 344,45            | 38                |             |             |         |
| 39                 | Kacper Lesiak           | Pologne                | 339,85            | 39                |             |             |         |
| 40                 | Emanuel Vázquez         | Porto Rico             | 332,50            | 40                |             |             |         |
| 41                 | Alexandru Avasiloae     | Roumanie               | 331,25            | 41                |             |             |         |
| 42                 | Sandro Melikidze        | Géorgie                | 327,80            | 42                |             |             |         |
| 43                 | Bryden Hattie           | Canada                 | 326,30            | 43                |             |             |         |
| 44                 | David Ekdahl            | Suède                  | 325,05            | 44                |             |             |         |
| 45                 | Jake Passmore           | Irlande                | 319,65            | 45                |             |             |         |
| 46                 | Theofilos Afthinos      | Grèce                  | 305,60            | 46                |             |             |         |
| 47                 | Jesús González          | Venezuela              | 305,45            | 47                |             |             |         |
| 48                 | Yohan Eskrick-Parkinson | Jamaïque               | 299,35            | 48                |             |             |         |
| 49                 | David Ledinski          | Croatie                | 297,35            | 49                |             |             |         |
| 50                 | Chawanwat Juntaphadawon | Thaïlande              | 295,75            | 50                |             |             |         |
| 51                 | Alberto Arévalo         | Espagne                | 294,25            | 51                |             |             |         |
| 52                 | Adityo Restu Putra      | Indonésie              | 291,40            | 52                |             |             |         |
| 53                 | Elias Petersen          | Suède                  | 285,50            | 53                |             |             |         |
| 54                 | Diego Carquín           | Chili                  | 278,35            | 54                |             |             |         |
| 55                 | Frandiel Gómez          | République dominicaine | 278,00            | 55                |             |             |         |
| 56                 | Curtis Yuen             | Hong Kong              | 277,35            | 56                |             |             |         |
| 57                 | Maori Pomeroy-Farrell   | Fidji                  | 276,45            | 57                |             |             |         |
| 58                 | Jesús Liranzo           | Pérou                  | 275,00            | 58                |             |             |         |
| 59                 | Donato Neglia           | Chili                  | 274,35            | 59                |             |             |         |
| 60                 | Mohab Ishak             | Égypte                 | 268,30            | 60                |             |             |         |
| 61                 | Mohamed Farouk          | Égypte                 | 266,60            | 61                |             |             |         |
| 62                 | Tri Anggoro Priambodo   | Indonésie              | 258,55            | 62                |             |             |         |
| 63                 | Martynas Lisauskas      | Lituanie               | 246,05            | 63                |             |             |         |
| 64                 | Athanasios Tsirikos     | Grèce                  | 235,30            | 64                |             |             |         |
| 65                 | Hemam London Singh      | Inde                   | 234,75            | 65                |             |             |         |
| 66                 | Sebastian Konecki       | Lituanie               | 222,60            | 66                |             |             |         |
| 67                 | Abdulrahman Abbas       | Koweït                 | 215,55            | 67                |             |             |         |
| -                  | Gabriel Gilbert Daim    | Malaisie               | Forfait           | Forfait           | Forfait     | Forfait     | Forfait |

| Rang               | Plongeur               | Pays             | Tour préliminaire | Tour préliminaire | Demi-finale | Demi-finale | Finale  |
| Rang               | Plongeur               | Pays             | Score             | Rang              | Score       | Rang        | Score   |
| ------------------ | ---------------------- | ---------------- | ----------------- | ----------------- | ----------- | ----------- | ------- |
| Médaille d'or      | Cassiel Rousseau       | Australie        | 423,80            | 5                 | 494,10      | 2           | 520,85  |
| Médaille d'argent  | Lian Junjie            | Chine            | 466,90            | 1                 | 505,50      | 1           | 512,35  |
| Médaille de bronze | Yang Hao               | Chine            | 465,95            | 2                 | 484,90      | 3           | 504,00  |
| 4                  | Noah Williams          | Grande-Bretagne  | 435,15            | 4                 | 450,65      | 6           | 499,10  |
| 5                  | Kyle Kothari           | Grande-Bretagne  | 423,70            | 6                 | 475,60      | 5           | 497,35  |
| 6                  | Oleksiy Sereda         | Ukraine          | 409,10            | 10                | 418,15      | 12          | 475,55  |
| 7                  | Nathan Zsombor-Murray  | Canada           | 391,55            | 13                | 422,55      | 9           | 468,00  |
| 8                  | Randal Willars         | Mexique          | 411,55            | 9                 | 477,55      | 4           | 465,55  |
| 9                  | Isaac Souza            | Brésil           | 420,15            | 7                 | 418,95      | 11          | 447,50  |
| 10                 | Bertrand Rhodict       | Malaisie         | 449,65            | 3                 | 420,70      | 10          | 442,35  |
| 11                 | Kim Yeong-taek         | Corée du Sud     | 402,40            | 11                | 425,90      | 8           | 405,85  |
| 12                 | Rikuto Tamai           | Japon            | 404,50            | 12                | 427,70      | 7           | Forfait |
| 13                 | Carlos Camacho         | Espagne          | 389,75            | 14                | 399,10      | 13          |         |
| 14                 | Yi Jae-gyeong          | Corée du Sud     | 377,40            | 17                | 396,55      | 14          |         |
| 15                 | Yevhen Naumenko        | Ukraine          | 411,75            | 8                 | 394,35      | 15          |         |
| 16                 | Maxwell Flory          | États-Unis       | 384,95            | 16                | 382,95      | 16          |         |
| 17                 | Anton Knoll            | Autriche         | 389,10            | 15                | 375,50      | 17          |         |
| 18                 | Constantin Popovici    | Roumanie         | 376,80            | 18                | 334,80      | 18          |         |
| 19                 | Samuel Fricker         | Australie        | 370,35            | 19                |             |             |         |
| 20                 | Emanuel Vázquez        | Porto Rico       | 368,50            | 20                |             |             |         |
| 21                 | Diego Balleza          | Mexique          | 361,65            | 21                |             |             |         |
| 22                 | Robert Łukaszewicz     | Pologne          | 358,60            | 22                |             |             |         |
| 23                 | Brandon Loschiavo      | États-Unis       | 356,55            | 23                |             |             |         |
| 24                 | Nathan Brown           | Nouvelle-Zélande | 351,15            | 24                |             |             |         |
| 25                 | Nikolaos Molvalis      | Grèce            | 346,70            | 25                |             |             |         |
| 26                 | Carlos Ramos           | Cuba             | 344,95            | 26                |             |             |         |
| 27                 | Diogo Silva            | Brésil           | 344,25            | 27                |             |             |         |
| 28                 | Max Lee                | Singapour        | 337,20            | 28                |             |             |         |
| 29                 | Shu Ohkubo             | Japon            | 336,65            | 29                |             |             |         |
| 30                 | Isak Børslien          | Norvège          | 334,30            | 30                |             |             |         |
| 31                 | Riccardo Giovannini    | Italie           | 325,25            | 31                |             |             |         |
| 32                 | Athanasios Tsirikos    | Grèce            | 323,20            | 32                |             |             |         |
| 33                 | Dariush Lotfi          | Autriche         | 323,10            | 33                |             |             |         |
| 34                 | Andreas Sargent Larsen | Italie           | 322,30            | 34                |             |             |         |
| 35                 | Luis Avila Sanchez     | Allemagne        | 319,55            | 35                |             |             |         |
| 36                 | Filip Jachim           | Pologne          | 315,90            | 36                |             |             |         |
| 37                 | Luke Sipkes            | Nouvelle-Zélande | 315,35            | 37                |             |             |         |
| 38                 | Jaden Eikermann        | Allemagne        | 310,70            | 38                |             |             |         |
| 39                 | Enrique Harold         | Malaisie         | 308,20            | 39                |             |             |         |
| 40                 | Marat Grigoryan        | Arménie          | 208,00            | 40                |             |             |         |
| –                  | Jesús González         | Venezuela        | Forfait           | Forfait           | Forfait     | Forfait     | Forfait |

#### Synchronisé
Lors de chacune des épreuves, à l'issue du tour préliminaire, seules les 12 meilleures équipes se qualifient pour la finale.
| Rang               | Pays                   | Plongeurs                                  | Tour préliminaire | Tour préliminaire | Finale |
| Rang               | Pays                   | Plongeurs                                  | Score             | Rang              | Score  |
| ------------------ | ---------------------- | ------------------------------------------ | ----------------- | ----------------- | ------ |
| Médaille d'or      | Chine                  | Long Daoyi Wang Zongyuan                   | 451,44            | 1                 | 456,33 |
| Médaille d'argent  | Grande-Bretagne        | Anthony Harding Jack Laugher               | 383,46            | 3                 | 424,62 |
| Médaille de bronze | France                 | Jules Bouyer Alexis Jandard                | 344,85            | 11                | 389,10 |
| 4                  | États-Unis             | Tyler Downs Greg Duncan                    | 362,94            | 7                 | 385,23 |
| 5                  | Espagne                | Adrián Abadía Nicolás García               | 370,62            | 6                 | 383,61 |
| 6                  | Italie                 | Lorenzo Marsaglia Giovanni Tocci           | 384,69            | 2                 | 380,97 |
| 7                  | Japon                  | Yuto Araki Haruki Suyama                   | 359,04            | 8                 | 375,90 |
| 8                  | Suisse                 | Jonathan Suckow Guillaume Dutoit           | 342,69            | 12                | 372,33 |
| 9                  | Pologne                | Kacper Lesiak Andrzej Rzeszutek            | 349,29            | 9                 | 370,50 |
| 10                 | Allemagne              | Timo Barthel Lars Rüdiger                  | 383,04            | 4                 | 370,26 |
| 11                 | Mexique                | Juan Celaya Rodrigo Diego                  | 382,08            | 5                 | 369,75 |
| 12                 | Australie              | Sam Fricker Li Shixin                      | 348,06            | 10                | 356,49 |
| 13                 | Autriche               | Alexander Hart Nikolaj Schaller            | 341,16            | 13                |        |
| 14                 | Jamaïque               | Yohan Eskrick-Parkinson Yona Knight-Wisdom | 339,18            | 14                |        |
| 15                 | Croatie                | David Ledinski Matej Neveščanin            | 335,73            | 15                |        |
| 16                 | République dominicaine | Frandiel Gómez Jonathan Ruvalcaba          | 335,31            | 16                |        |
| 17                 | Colombie               | Daniel Restrepo Luis Uribe                 | 334,32            | 17                |        |
| 18                 | Corée du Sud           | Woo Ha-ram Yi Jae-gyeong                   | 331,62            | 18                |        |
| 19                 | Malaisie               | Ooi Tze Liang Muhammad Syafiq Puteh        | 326,73            | 19                |        |
| 20                 | Nouvelle-Zélande       | Liam Stone Frazer Tavener                  | 325,32            | 20                |        |
| 21                 | Ukraine                | Oleh Kolodiy Danylo Konovalov              | 325,23            | 21                |        |
| 22                 | Brésil                 | Rafael Fogaça Rafael Max                   | 301,68            | 22                |        |
| 23                 | Indonésie              | Tri Anggoro Priambodo Adityo Restu Putra   | 281,01            | 23                |        |
| 24                 | Grèce                  | Theofilos Afthinos Nikolaos Molvalis       | 262,95            | 24                |        |
| 25                 | Géorgie                | Sandro Melikidze Tornike Onikashvili       | 251,34            | 25                |        |
| 26                 | Hong Kong              | Robben Yiu Curtis Yuen                     | 229,89            | 26                |        |
| 27                 | Macao                  | He Heung Wing Zhang Hoi                    | 200,04            | 27                |        |

| Rang               | Pays             | Plongeurs                                  | Tour préliminaire | Tour préliminaire | Finale |
| Rang               | Pays             | Plongeurs                                  | Score             | Rang              | Score  |
| ------------------ | ---------------- | ------------------------------------------ | ----------------- | ----------------- | ------ |
| Médaille d'or      | Chine            | Lian Junjie Yang Hao                       | 436,65            | 1                 | 477,75 |
| Médaille d'argent  | Ukraine          | Kirill Boliukh Oleksiy Sereda              | 404,22            | 4                 | 439,22 |
| Médaille de bronze | Mexique          | Kevin Berlín Randal Willars                | 411,78            | 3                 | 434,16 |
| 4                  | Grande-Bretagne  | Matty Lee Noah Williams                    | 429,18            | 2                 | 419,82 |
| 5                  | Australie        | Domonic Bedggood Cassiel Rousseau          | 377,70            | 6                 | 407,46 |
| 6                  | États-Unis       | Brandon Loschiavo Jordan Rzepka            | 359,46            | 10                | 375,90 |
| 7                  | Pologne          | Filip Jachim Robert Łukaszewicz            | 360,21            | 9                 | 371,58 |
| 8                  | Italie           | Riccardo Giovannini Eduard Timbretti Gugiu | 367,35            | 8                 | 368,79 |
| 9                  | Allemagne        | Timo Barthel Jaden Eikermann               | 381,27            | 5                 | 364,80 |
| 10                 | Corée du Sud     | Kim Yeong-taek Yi Jae-gyeong               | 348,78            | 12                | 347,88 |
| 11                 | Autriche         | Anton Knoll Dariush Lotfi                  | 354,75            | 11                | 347,61 |
| 12                 | Malaisie         | Bertrand Rhodict Lises Enrique Harold      | 376,80            | 7                 | 310,44 |
| 13                 | Grèce            | Nikolaos Molvalis Athanasios Tsirikos      | 348,45            | 13                |        |
| 14                 | Brésil           | Diogo Silva Isaac Souza                    | 345,30            | 14                |        |
| 15                 | Nouvelle-Zélande | Arno Lee Luke Sipkes                       | 306,81            | 15                |        |
| 16                 | Indonésie        | Andriyan Adityo Restu Putra                | 300,03            | 16                |        |
| 17                 | France           | Loïs Szymczak Gary Hunt                    | 285,51            | 17                |        |
| 18                 | Macao            | He Heung Wing Zhang Hoi                    | 215,79            | 18                |        |

### Femmes

#### Individuel
Au tremplin à 1 mètre, les 12 meilleures plongeuses se qualifient pour la finale. Au tremplin à 3 mètres et à la plateforme à 10 mètres, les 18 meilleures plongeuses se qualifient pour les demi-finales, puis les 12 meilleures passent en finales. 
| Rang               | Plongeuse                   | Pays             | Tour préliminaire | Tour préliminaire | Finale |
| Rang               | Plongeuse                   | Pays             | Score             | Rang              | Score  |
| ------------------ | --------------------------- | ---------------- | ----------------- | ----------------- | ------ |
| Médaille d'or      | Lin Shan                    | Chine            | 291,25            | 1                 | 318,60 |
| Médaille d'argent  | Li Yajie                    | Chine            | 283,35            | 2                 | 306,35 |
| Médaille de bronze | Aranza Vázquez              | Mexique          | 262,20            | 3                 | 285,05 |
| 4                  | Pamela Ware                 | Canada           | 237,35            | 12                | 284,40 |
| 5                  | Maha Amer Eissa             | Égypte           | 237,60            | 11                | 264,55 |
| 6                  | Chiara Pellacani            | Italie           | 243,45            | 5                 | 260,85 |
| 7                  | Hailey Hernandez            | États-Unis       | 239,40            | 10                | 259,20 |
| 8                  | Michelle Heimberg           | Suisse           | 251,90            | 4                 | 258,35 |
| 9                  | Georgia Sheehan             | Australie        | 242,25            | 7                 | 256,75 |
| 10                 | Jette Müller                | Allemagne        | 242,00            | 8                 | 248,25 |
| 11                 | Julia Vincent               | Afrique du Sud   | 242,25            | 6                 | 227,05 |
| 12                 | Elena Bertocchi             | Italie           | 239,55            | 9                 | 215,10 |
| 13                 | Elizabeth Roussel           | Nouvelle-Zélande | 235,65            | 13                |        |
| 14                 | Kim Na-hyun                 | Corée du Sud     | 234,40            | 14                |        |
| 15                 | Mia Vallée                  | Canada           | 232,15            | 15                |        |
| 16                 | Joslyn Oakley               | États-Unis       | 231,95            | 16                |        |
| 17                 | Clare Cryan                 | Irlande          | 229,50            | 17                |        |
| 18                 | Kaja Skrzek                 | Pologne          | 229,45            | 18                |        |
| 19                 | Kim Su-ji                   | Corée du Sud     | 229,40            | 19                |        |
| 20                 | Lauren Hallaselkä           | Finlande         | 227,50            | 20                |        |
| 21                 | Elna Widerström             | Suède            | 227,00            | 21                |        |
| 22                 | Gladies Lariesa Garina Haga | Indonésie        | 226,55            | 22                |        |
| 23                 | Anna Santos                 | Brésil           | 226,45            | 23                |        |
| 24                 | Anisley García              | Cuba             | 226,30            | 24                |        |
| 25                 | Naïs Gillet                 | France           | 225,15            | 25                |        |
| 26                 | Luana Lira                  | Brésil           | 224,35            | 26                |        |
| 27                 | Brittany O'Brien            | Australie        | 221,45            | 27                |        |
| 28                 | Džeja Delanija Patrika      | Lettonie         | 218,90            | 28                |        |
| 29                 | Caroline Kupka              | Norvège          | 217,00            | 29                |        |
| 30                 | Helle Tuxen                 | Norvège          | 214,95            | 30                |        |
| 31                 | Paola Pineda                | Mexique          | 214,25            | 31                |        |
| 32                 | Elizabeth Pérez             | Venezuela        | 213,10            | 32                |        |
| 33                 | Lena Hentschel              | Allemagne        | 212,00            | 33                |        |
| 34                 | Daniela Zapata              | Colombie         | 210,70            | 34                |        |
| 35                 | Ong Ker Ing                 | Malaisie         | 204,30            | 35                |        |
| 36                 | Bailey Heydra               | Afrique du Sud   | 202,00            | 36                |        |
| 37                 | Emilia Nilsson Garip        | Suède            | 199,95            | 37                |        |
| 38                 | Ana Ricci                   | Pérou            | 199,35            | 38                |        |
| 39                 | Amelie Foerster             | Roumanie         | 190,85            | 39                |        |
| 40                 | Rocío Velázquez             | Espagne          | 189,40            | 40                |        |
| 41                 | Estilla Mosena              | Hongrie          | 186,90            | 41                |        |
| 42                 | Patrícia Kun                | Hongrie          | 182,40            | 42                |        |
| 43                 | Prisis Ruiz                 | Cuba             | 181,15            | 43                |        |
| 44                 | Kimberly Bong               | Malaisie         | 178,40            | 44                |        |

| Rang               | Plongeuse                   | Pays             | Tour préliminaire | Tour préliminaire | Demi-finale | Demi-finale | Finale  |
| Rang               | Plongeuse                   | Pays             | Score             | Rang              | Score       | Rang        | Score   |
| ------------------ | --------------------------- | ---------------- | ----------------- | ----------------- | ----------- | ----------- | ------- |
| Médaille d'or      | Chen Yiwen                  | Chine            | 355,00            | 1                 | 363,70      | 1           | 359,50  |
| Médaille d'argent  | Chang Yani                  | Chine            | 303,60            | 4                 | 354,75      | 2           | 341,50  |
| Médaille de bronze | Pamela Ware                 | Canada           | 304,95            | 3                 | 332,40      | 4           | 332,00  |
| 4                  | Maddison Keeney             | Australie        | 301,00            | 6                 | 319,75      | 6           | 327,95  |
| 5                  | Chiara Pellacani            | Italie           | 277,70            | 14                | 304,95      | 8           | 308,15  |
| 6                  | Hailey Hernandez            | États-Unis       | 277,45            | 16                | 291,75      | 12          | 307,15  |
| 7                  | Sayaka Mikami               | Japon            | 316,05            | 2                 | 340,55      | 3           | 305,25  |
| 8                  | Emilia Nilsson Garip        | Suède            | 289,80            | 8                 | 308,15      | 7           | 302,00  |
| 9                  | Scarlett Mew Jensen         | Grande-Bretagne  | 288,60            | 10                | 302,05      | 10          | 299,10  |
| 10                 | Julia Vincent               | Afrique du Sud   | 277,70            | 14                | 295,95      | 11          | 297,30  |
| 11                 | Sarah Bacon                 | États-Unis       | 292,95            | 7                 | 320,10      | 5           | 293,20  |
| 12                 | Elena Bertocchi             | Italie           | 284,85            | 12                | 303,05      | 9           | 269,65  |
| 13                 | Carolina Mendoza            | Mexique          | 276,15            | 18                | 289,75      | 13          |         |
| 14                 | Elizabeth Roussel           | Nouvelle-Zélande | 277,10            | 17                | 287,60      | 14          |         |
| 15                 | Nur Dhabitah Sabri          | Malaisie         | 303,55            | 5                 | 285,45      | 15          |         |
| 16                 | Kim Su-ji                   | Corée du Sud     | 285,05            | 11                | 283,60      | 16          |         |
| 17                 | Clare Cryan                 | Irlande          | 289,55            | 9                 | 283,45      | 17          |         |
| 18                 | Lena Hentschel              | Allemagne        | 282,65            | 13                | 225,30      | 18          |         |
| 19                 | Georgia Sheehan             | Australie        | 274,90            | 19                |             |             |         |
| 20                 | Jana Rother                 | Allemagne        | 274,90            | 20                |             |             |         |
| 21                 | Mia Vallée                  | Canada           | 274,80            | 21                |             |             |         |
| 22                 | Michelle Heimberg           | Suisse           | 271,85            | 22                |             |             |         |
| 23                 | Elna Widerström             | Suède            | 270,90            | 23                |             |             |         |
| 24                 | Yasmin Harper               | Grande-Bretagne  | 266,10            | 24                |             |             |         |
| 25                 | Helle Tuxen                 | Norvège          | 262,45            | 25                |             |             |         |
| 26                 | Daniela Zapata              | Colombie         | 262,40            | 26                |             |             |         |
| 27                 | Gladies Lariesa Garina Haga | Indonésie        | 255,20            | 27                |             |             |         |
| 28                 | Anisley García              | Cuba             | 254,10            | 28                |             |             |         |
| 29                 | Naïs Gillet                 | France           | 253,90            | 29                |             |             |         |
| 30                 | Anna Santos                 | Brésil           | 251,60            | 30                |             |             |         |
| 31                 | Prisis Ruiz                 | Cuba             | 250,80            | 31                |             |             |         |
| 32                 | Elizabeth Pérez             | Venezuela        | 233,90            | 32                |             |             |         |
| 33                 | Kaja Skrzek                 | Pologne          | 233,55            | 33                |             |             |         |
| 34                 | Haruka Enomoto              | Japon            | 232,80            | 34                |             |             |         |
| 35                 | Rocío Velázquez             | Espagne          | 230,65            | 35                |             |             |         |
| 36                 | Ng Yan Yee                  | Malaisie         | 229,25            | 36                |             |             |         |
| 37                 | Park Ha-reum                | Corée du Sud     | 227,05            | 37                |             |             |         |
| 38                 | Maha Amer Eissa             | Égypte           | 219,75            | 38                |             |             |         |
| 39                 | Aranza Vázquez              | Mexique          | 218,70            | 39                |             |             |         |
| 40                 | Estilla Mosena              | Hongrie          | 215,80            | 40                |             |             |         |
| 41                 | Celine van Duijn            | Pays-Bas         | 214,60            | 41                |             |             |         |
| 42                 | Juliette Landi              | France           | 211,10            | 42                |             |             |         |
| 43                 | Ana Ricci                   | Pérou            | 207,75            | 43                |             |             |         |
| 44                 | Ashlee Tan                  | Singapour        | 204,40            | 44                |             |             |         |
| 45                 | Lauren Hallaselkä           | Finlande         | 193,35            | 45                |             |             |         |
| 46                 | Elizabeth Miclau            | Porto Rico       | 193,05            | 46                |             |             |         |
| 47                 | Patrícia Kun                | Hongrie          | 189,30            | 47                |             |             |         |
| 48                 | Amelie Foerster             | Roumanie         | 188,95            | 48                |             |             |         |
| 49                 | Bailey Heydra               | Afrique du Sud   | 188,40            | 49                |             |             |         |
| 50                 | Caroline Kupka              | Norvège          | 184,70            | 50                |             |             |         |
| -                  | Luana Lira                  | Brésil           | Abandon           | Abandon           |             |             |         |
| -                  | Maggie Squire               | Nouvelle-Zélande | Forfait           | Forfait           | Forfait     | Forfait     | Forfait |

| Rang               | Plongeuse                   | Pays             | Tour préliminaire | Tour préliminaire | Demi-finale | Demi-finale | Finale |
| Rang               | Plongeuse                   | Pays             | Score             | Rang              | Score       | Rang        | Score  |
| ------------------ | --------------------------- | ---------------- | ----------------- | ----------------- | ----------- | ----------- | ------ |
| Médaille d'or      | Chen Yuxi                   | Chine            | 393,00            | 2                 | 430,05      | 2           | 457,85 |
| Médaille d'argent  | Quan Hongchan               | Chine            | 435,60            | 1                 | 451,40      | 1           | 445,60 |
| Médaille de bronze | Caeli McKay                 | Canada           | 322,15            | 5                 | 324,05      | 5           | 340,25 |
| 4                  | Gabriela Agúndez            | Mexique          | 286,45            | 17                | 345,45      | 3           | 325,35 |
| 5                  | Lois Toulson                | Grande-Bretagne  | 293,50            | 12                | 313,90      | 9           | 319,30 |
| 6                  | Delaney Schnell             | États-Unis       | 310,40            | 8                 | 336,55      | 4           | 313,95 |
| 7                  | Alejandra Orozco            | Mexique          | 318,30            | 6                 | 315,50      | 6           | 313,40 |
| 8                  | Ana Carvajal                | Espagne          | 300,55            | 9                 | 313,50      | 10          | 311,70 |
| 9                  | Christina Wassen            | Allemagne        | 290,60            | 14                | 309,05      | 11          | 306,75 |
| 10                 | Elena Wassen                | Allemagne        | 298,60            | 10                | 307,30      | 12          | 293,95 |
| 11                 | Matsuri Arai                | Japon            | 314,10            | 7                 | 313,95      | 7           | 288,85 |
| 12                 | Ingrid Oliveira             | Brésil           | 298,50            | 11                | 313,90      | 8           | 272,00 |
| 13                 | Andrea Spendolini-Sirieix   | Grande-Bretagne  | 353,90            | 3                 | 305,20      | 13          |        |
| 14                 | Valeria Antolino            | Espagne          | 292,30            | 13                | 292,50      | 14          |        |
| 15                 | Nikita Hains                | Australie        | 288,50            | 16                | 286,50      | 15          |        |
| 16                 | Sarah Jodoin Di Maria       | Italie           | 326,65            | 4                 | 277,10      | 16          |        |
| 17                 | Elaena Dick                 | Canada           | 283,90            | 18                | 271,50      | 17          |        |
| 18                 | Maia Biginelli              | Italie           | 289,75            | 15                | 247,30      | 18          |        |
| 19                 | Else Praasterink            | Pays-Bas         | 283,65            | 19                |             |             |        |
| 20                 | Anisley García              | Cuba             | 278,90            | 20                |             |             |        |
| 21                 | Milly Puckeridge            | Australie        | 267,90            | 21                |             |             |        |
| 22                 | Nike Agunbiade              | États-Unis       | 264,15            | 22                |             |             |        |
| 23                 | Moon Na-yun                 | Corée du Sud     | 257,55            | 23                |             |             |        |
| 24                 | Pandelela Rinong            | Malaisie         | 256,40            | 24                |             |             |        |
| 25                 | Nicoleta Muscalu            | Roumanie         | 248,50            | 25                |             |             |        |
| 26                 | Jade Gillet                 | France           | 247,50            | 26                |             |             |        |
| 27                 | Džeja Patrika               | Lettonie         | 245,85            | 27                |             |             |        |
| 28                 | Ciara McGing                | Irlande          | 244,90            | 28                |             |             |        |
| 29                 | Maycey Vieta                | Porto Rico       | 244,00            | 29                |             |             |        |
| 30                 | Cho Eun-bi                  | Corée du Sud     | 240,50            | 30                |             |             |        |
| 31                 | Gladies Lariesa Garina Haga | Indonésie        | 237,45            | 31                |             |             |        |
| 32                 | Mikali Dawson               | Nouvelle-Zélande | 228,75            | 32                |             |             |        |
| 33                 | Helle Tuxen                 | Norvège          | 222,05            | 33                |             |             |        |
| 34                 | Elizabeth Miclau            | Porto Rico       | 207,60            | 34                |             |             |        |
| 35                 | Nur Binti                   | Malaisie         | 206,45            | 35                |             |             |        |
| 36                 | Alisa Zakaryan              | Arménie          | 145,95            | 36                |             |             |        |

#### Synchronisé
Lors de chacune des épreuves, à l'issue du tour préliminaire, seules les 12 meilleures équipes se qualifient pour la finale.
| Rang               | Pays             | Plongeuses                           | Tour préliminaire | Tour préliminaire | Finale |
| Rang               | Pays             | Plongeuses                           | Score             | Rang              | Score  |
| ------------------ | ---------------- | ------------------------------------ | ----------------- | ----------------- | ------ |
| Médaille d'or      | Chine            | Chang Yani Chen Yiwen                | 327,42            | 1                 | 341,94 |
| Médaille d'argent  | Grande-Bretagne  | Yasmin Harper Scarlett Mew Jensen    | 294,72            | 3                 | 296,58 |
| Médaille de bronze | Italie           | Elena Bertocchi Chiara Pellacani     | 277,41            | 6                 | 285,99 |
| 4                  | États-Unis       | Sarah Bacon Kassidy Cook             | 307,29            | 2                 | 285,39 |
| 5                  | Canada           | Mia Vallée Pamela Ware               | 275,73            | 7                 | 284,22 |
| 6                  | Australie        | Brittany O'Brien Georgia Sheehan     | 275,40            | 8                 | 279,60 |
| 7                  | Mexique          | Arantxa Chávez Paola Pineda          | 282,30            | 4                 | 274,50 |
| 8                  | Malaisie         | Ng Yan Yee Nur Dhabitah Sabri        | 278,43            | 5                 | 272,94 |
| 9                  | Allemagne        | Lena Hentschel Jana Rother           | 261,60            | 9                 | 272,67 |
| 10                 | Pays-Bas         | Inge Janssen Celine van Duijn        | 259,80            | 10                | 264,00 |
| 11                 | Suède            | Emilia Nilsson Garip Elna Widerström | 257,82            | 11                | 258,90 |
| 12                 | Corée du Sud     | Kim Su-ji Park Ha-reum               | 255,84            | 12                | 194,04 |
| 13                 | Brésil           | Luana Lira Anna Santos               | 240,00            | 13                |        |
| 14                 | France           | Jade Gillet Naïs Gillet              | 235,44            | 14                |        |
| 15                 | Cuba             | Anisley García Prisis Ruiz           | 232,80            | 15                |        |
| 16                 | Nouvelle-Zélande | Elizabeth Roussel Maggie Squire      | 230,40            | 16                |        |
| 17                 | Afrique du Sud   | Bailey Heydra Zalika Methula         | 220,14            | 17                |        |
| 18                 | Macao            | Choi Sut Kuan Zhao Hang U            | 181,95            | 18                |        |

| Rang               | Pays            | Plongeuses                             | Tour préliminaire | Tour préliminaire | Finale |
| Rang               | Pays            | Plongeuses                             | Score             | Rang              | Score  |
| ------------------ | --------------- | -------------------------------------- | ----------------- | ----------------- | ------ |
| Médaille d'or      | Chine           | Chen Yuxi Quan Hongchan                | 365,40            | 1                 | 369,84 |
| Médaille d'argent  | Grande-Bretagne | Andrea Spendolini-Sirieix Lois Toulson | 293,22            | 3                 | 311,76 |
| Médaille de bronze | États-Unis      | Jessica Parratto Delaney Schnell       | 294,12            | 2                 | 294,42 |
| 4                  | Mexique         | Gabriela Agúndez Alejandra Orozco      | 290,70            | 5                 | 291,18 |
| 5                  | Japon           | Matsuri Arai Minami Itahashi           | 289,32            | 6                 | 284,76 |
| 6                  | Allemagne       | Christina Wassen Elena Wassen          | 273,06            | 7                 | 283,08 |
| 7                  | Espagne         | Valeria Antolino Ana Carvajal          | 259,83            | 9                 | 280,38 |
| 8                  | Canada          | Caeli McKay Kate Miller                | 292,50            | 4                 | 279,93 |
| 9                  | Ukraine         | Kseniya Baylo Sofia Esman              | 268,20            | 8                 | 252,60 |
| 10                 | France          | Jade Gillet Emily Hallifax             | 240,24            | 10                | 236,16 |
| 11                 | Corée du Sud    | Cho Eun-bi Moon Na-yun                 | 209,04            | 11                | 222,12 |
| 12                 | Macao           | Lo Ka Wai Zhao Hang U                  | 183,87            | 12                | 160,38 |

### Mixte
| Rang               | Pays             | Plongeurs                           | Score         |
| ------------------ | ---------------- | ----------------------------------- | ------------- |
| Médaille d'or      | Chine            | Zhu Zifeng Lin Shan                 | 326,10        |
| Médaille d'argent  | Australie        | Domonic Bedggood Maddison Keeney    | 307,38        |
| Médaille de bronze | Italie           | Matteo Santoro Chiara Pellacani     | 294,12        |
| 4                  | Corée du Sud     | Yi Jaeg-yeong Kim Su-ji             | 281,46        |
| 5                  | Suède            | Elias Petersen Emilia Nilsson Garip | 276,60        |
| 6                  | Mexique          | Jahir Ocampo Aranza Vázquez         | 273,90        |
| 7                  | Allemagne        | Alexander Lube Jana Rother          | 270,45        |
| 8                  | États-Unis       | Jack Ryan Krysta Palmer             | 263,88        |
| 9                  | Égypte           | Mohamed Farouk Maha Eissa           | 256,08        |
| 10                 | Pologne          | Andrzej Rzeszutek Kaja Skrzek       | 255,15        |
| 11                 | Venezuela        | Jesús González Elizabeth Pérez      | 248,10        |
| 12                 | Espagne          | Carlos Camacho Rocío Velázquez      | 245,88        |
| 13                 | Nouvelle-Zélande | Frazer Tavener Maggie Squire        | 241,50        |
| 14                 | Brésil           | Rafael Max Anna Santos              | 239,40        |
| 15                 | Irlande          | Jake Passmore Clare Cryan           | 237,18        |
| 16                 | Macao            | He Heung Wing Choi Sut Kuan         | 184,02        |
| -                  | Canada           | Bryden Hattie Pamela Ware           | Did not start |

| Rang               | Pays         | Plongeurs                                             | Score  |
| ------------------ | ------------ | ----------------------------------------------------- | ------ |
| Médaille d'or      | Chine        | Wang Feilong Zhang Jiaqi                              | 339,54 |
| Médaille d'argent  | Mexique      | Diego Balleza Viviana del Ángel                       | 313,44 |
| Médaille de bronze | Japon        | Hiroki Ito Minami Itahashi                            | 305,34 |
| 4                  | Ukraine      | Kirill Boliukh Kseniya Baylo                          | 295,44 |
| 5                  | Canada       | Nathan Zsombor-Murray Kate Miller                     | 290,43 |
| 6                  | Italie       | Eduard Timbretti Gugiu Sarah Jodoin Di Maria          | 278,58 |
| 7                  | Porto Rico   | Emanuel Vázquez Maycey Vieta                          | 276,84 |
| 8                  | Cuba         | Carlos Ramos Anisley García                           | 262,05 |
| 9                  | Corée du Sud | Kim Yeong-taek Moon Na-yun                            | 256,50 |
| 10                 | Allemagne    | Alexander Lube Pauline Pfeif                          | 256,38 |
| 11                 | États-Unis   | Max Weinrich Kaylee Bishop                            | 256,02 |
| 12                 | Malaisie     | Jellson Jabillin Nur Eilisha Rania Muhammad Abrar Raj | 251,64 |
| 13                 | Espagne      | Carlos Camacho Valeria Antolino                       | 249,72 |
| 14                 | Macao        | Zhang Hoi Lo Ka Wai                                   | 186,15 |

| Rang               | Équipe | Score   |
| ------------------ | --- | ------- |
| Médaille d'or      | Chine- Bai Yuming - Si Yajie - Zhang Minjie - Zheng Jiuyuan                                                        | 489,65  |
| Médaille d'argent  | Mexique- Gabriela Agúndez - Jahir Ocampo - Aranza Vázquez - Randal Willars                                         | 455,35  |
| Médaille de bronze | Allemagne- Timo Barthel - Lena Hentschel - Christina Wassen - Moritz Wesemann                                      | 432,15  |
| 4                  | Australie- Maddison Keeney - Li Shixin - Nikita Hans - Cassiel Rousseau                                            | 426,15  |
| 5                  | États-Unis- Jessica Parratto - Jordan Rzepka - Krysta Palmer - Jack Ryan                                           | 421,40  |
| 6                  | Espagne- Valeria Antolino - Rocio Velasquez - Alberto Arevalo - Carlos Camacho                                     | 400,00  |
| 7                  | Italie- Eduard Timbretti - Sarah Jodoin - Chiara Pellacani - Lorenzo Marsaglia                                     | 365,85  |
| 8                  | Corée du Sud- Cho Eun-bi - Yi Jaeg-yeong - Kim Yeong-taek - Kim Su-ji                                              | 345,60  |
| 9                  | Cuba- Carlos Escalona - Carlos Ramos - Prisis Ruiz - Anisley Garcia                                                | 341,505 |
| 10                 | Malaisie- Kimbery Qian Ping Bong - Jellson Jabillin - Hanis Jaya Surya - Nur Eiisha Renia Binti Muhammad Abrar Raj | 320,00  |
| 11                 | Brésil- Luana Lira - Isaac Souza - Ingrid Oliveira - Rafael Fogaca                                                 | 298,70  |
| 12                 | Indonésie- Andriyan Andriyan - Gladies Lariesa Garina Haga - Adityo Restu Putra                                    | 274,00  |
| 13                 | Nouvelle-Zélande- Elizabeth Roussel - Anton Down-Jenkins - Luke Sipkes - Mikali Dawson                             | 270,90  |
| 14                 | Macao- Zhang Hoi - Choi Sut Kuan - He Heung Wing                                                                   | 225,75  |